# Michael Gothard
Michael Alan Gothard (Londres, 24 de junio de 1939-Hampstead, 2 de diciembre de 1992) fue un actor inglés.

## Biografía
Michael Gothard nació en Londres en 1939. Después de salir de la escuela, viajó alrededor de Europa, con poca idea de lo que quería hacer con su vida. Se desempeñó en diversos puestos de trabajo, incluso como obrero de la construcción. Vivió en París durante un año en el Boulevard Saint-Michel en el Barrio Latino. Incluso tuvo un breve periodo como modelo de ropa, debido a su alta estatura, pero nunca se sintió cómodo haciendo ese trabajo. A su regreso a Inglaterra, decidió convertirse en actor.

## Carrera
Una de sus apariciones en películas más notable fue en la película The Devils (1971) en la que hacía un papel de una fanático cazador de brujas y exorcista torturador. Actuó en muchas películas y series históricas como Arthur of the Britons (1972), donde tuvo un papel regular. Gothard es conocido por haber interpretado al temible asesino con gafas Emile Leopold Locque en la película de James Bond For Your Eyes Only (1981). Se dio a conocer a un público más amplio de cine para a su vez amenazador como el esbirro de villano. Posteriormente se encargó de papeles secundarios en la película de televisión Ivanhoe (1982), y en la película de ciencia ficción y terror Lifeforce (1985).

## Vida privada
Michael Gothard vivió en Hampstead hacia el final de su vida y nunca contrajo matrimonio.

## Suicidio
Michael Gothard se mató el 2 de diciembre de 1992 en su casa de Hampstead, luego de ahorcarse. Su fuerte y crónica y severa depresión fue el motivo por el cual tomó tal determinación.

## Filmografía
- Scream and Scream Again (1970) ... Keith
- Paul Temple (serie de televisión) (1970) ... Ivan
- El último valle (1971) ... Hansen
- The Devils (1971) ... Padre Barre
- Arthur of the Britons (serie de televisión) (1972-73) ... Kai
- Los tres mosqueteros (1973) ... John Felton
- Los cuatro mosqueteros (1974) ... John Felton
- King Arthur, the Young Warlord (1975) ... Kai
- Warlords of Atlantis (1978) ... Atmir
- The Professionals (serie de televisión) (1979) ... Kodai
- For Your Eyes Only (1981) ... Emile Leopold Locque
- Ivanhoe (telefilme) (1982) ... Athelstone
- Lifeforce (1985) ... Dr. Bukovsky
- Minder (serie de televisión) (1985) ... Sergie
- Hammer House of Mystery and Suspense (serie de televisión) (1986) ... Marvin
- Jack the Ripper (serie de televisión) (1988) ... George Lusk